# فلافيو ديسترو
فلافيو ديسترو (بالإيطالية: Flavio Destro)‏ هو لاعب كرة قدم إيطالي في مركز الدفاع، ولد في 28 أغسطس 1962 في مدينة ريفولي في إيطاليا. لعب مع نادي أسكولي ونادي إمبولي ونادي بيسكارا ونادي تشيزينا ونادي تورينو ونادي ريجينا ونادي كاتانزارو.